# Charles William MacLeod
Charles William MacLeod, britanski general, * 1881, † 1944.